# Gustavo Pisani
Gustavo Pisani (Napoli, 1877 – 1948) è stato un pittore e illustratore italiano di scuola napoletana.
Gustavo Pisani studiò all'Accademia di belle arti di Napoli sotto la guida di Filippo Palizzi. Appartenne ai pittori della scuola napoletana.
Fu un artista versatile che ottenne numerosi premi nel corso della sua carriera e si distinse in vari settori dell'arte, inclusa la pittura di paesaggi e figure, le illustrazioni e la collaborazione nel campo giornalistico.
Era noto per la sua capacità di trasmettere una nota lirica ai suoi dipinti, evidente nel modo in cui amava catturare gli aspetti più delicati della natura e delle cose, scegliendo sempre con cura i soggetti da rappresentare.
Gustavo Pisani ha trattato vari temi, inclusi paesaggi e scene di genere, ispirandosi a vedute di varie città italiane. Le sue opere furono esposte in diverse mostre, sia a livello nazionale che internazionale, ottenendo ottimi risultati. Tra queste si menzionano la Promotrice di Napoli.
Il dipinto Madre col bambino fa parte della collezione dell'avv. Cugini di Bergamo.
Pisani morì nel 1948.